# Белгија на Светском првенству у атлетици у дворани 2022.
Белгија је на 18. Светском првенству у атлетици у дворани 2022. одржаном у Београду од 18. до 20. марта учествовала осамнаести пут, односно учествовала је на свим првенствима до данас. Репрезентацију Белгије представљало је 20 такмичара (13 мушкарца и 7 жена) који су се такмичили у 13 дисциплине (8 мушких и 5 женских).,
На овом првенству Белгија је по броју освојених медаља заузела 3. место са 2 златне медаље.
У табели успешности према броју и пласману такмичара који су учествовали у финалним такмичењима (првих 8 такмичара) Белгија је са 6 учесника у финалу заузела 11. место са 29 бодова.
| Плас. | Земља   | 1. место | 2. место | 3. место | 4. место | 5. место | 6. место | 7. место | 8. место | Бр. финал. | Бод. |
| ----- | ------- | -------- | -------- | -------- | -------- | -------- | -------- | -------- | -------- | ---------- | ---- |
| 11.   | Белгија | 2        | 0        | 0        | 0        | 1        | 3        | 0        | 0        | 6          | 29   |

## Учесници
| Мушкарци: - Жилијен Ватрен — 400 м, 4 х 400 м - Елиот Крестан — 800 м - Ауреле Вандепуте — 800 м - Исмаел Дебјани — 1.500 м - Мајкл Сомерс — 3.000 м - Исак Кимели — 3.000 м - Мајкл Обасуји — 60 м препоне - Дилан Борле — 4 х 400 м - Александар Дом — 4 х 400 м - Жонатан Сакор — 4 х 400 м - Кевин Борле — 4 х 400 м - Томас Кармои — Скок увис - Бен Брудерс — Скок мотком | Жене: - Рани Росиус — 60 м - Камил Лаус — 400 м, 4 х 400 м - Ан Загре — 60 м препоне - Хане Клас — 4 х 400 м - Наоми Ван Ден Брук — 4 х 400 м - Имке Вервает — 4 х 400 м - Нор Видтс — Петобој |

## Освајачи медаља (2)

### Злато (2)
- Жилијен Ватрен, Александар Дом, 
 Жонатан Сакор, Кевин Борле — 4 х 400 м
- Нор Видтс — Петобој

## Резултати

### Мушкарци
| Атлетичар        | Дисциплина   | Лични рекорд | Квалификације    | Квалификације | Полуфинале            | Полуфинале     | Финале               | Финале       | Детаљи |
| Атлетичар        | Дисциплина   | Лични рекорд | Резултат         | Место         | Резултат              | Место          | Резултат             | Место        | Детаљи |
| ---------------- | ------------ | ------------ | ---------------- | ------------- | --------------------- | -------------- | -------------------- | ------------ | ------ |
| Жилијен Ватрен   | 400 м        | 45,56        | 45,88 КВ, НР, ЛР | 1. у гр. 1    | 46,54                 | 6. у гр. 1     | Није се квалификовао | 6 / 24 (25)  |        |
| Елиот Крестан    | 800 м        | 1:44,84      | 1:48,53 КВ       | 2. у гр. 3    |                       |                | 1:46,78              | 6 / 23 (24)  |        |
| Ауреле Вандепуте | 800 м        | 1:45,49      | 1:49,59          | 5. у гр. 1    | Нису се квалификовали | 18 / 23 (24)   |                      |              |        |
| Исмаел Дебјани   | 1.500 м      | 3:36,38 НР   | 3:39,47          | 1. у гр. 4    | Нису се квалификовали | 13 / 30        |                      |              |        |
| Мајкл Сомерс     | 3.000 м      | 7:48,72      | 7:51,89 кв       | 7. у гр. 1    | 7:51,65               | 13 / 33 (34)   |                      |              |        |
| Исак Кимели      | 3.000 м      | 7:44,17      | 7:55,75 КВ       | 3. у гр. 3    | Није стартовао        | Није стартовао |                      |              |        |
| Мајкл Обасуји    | 60 м препоне | 7,63         | 7,66(.656) КВ    | 2. у гр. 6    | 7,58(.578) ЛР         | 4. у гр. 3     | Није се квалификовао | 10 / 44 (46) |        |
| Жилијен Ватрен   | 4 х 400 м    | 3:02,51 НР   | 3:07,43 КВ, НРС  | 1. у гр. 1    |                       |                | 3:06,52 НРС          |              |        |
| Александар Дом   | 4 х 400 м    | 3:02,51 НР   | 3:07,43 КВ, НРС  | 1. у гр. 1    |                       |                | 3:06,52 НРС          |              |        |
| Жонатан Сакор    | 4 х 400 м    | 3:02,51 НР   | 3:07,43 КВ, НРС  | 1. у гр. 1    |                       |                | 3:06,52 НРС          |              |        |
| Кевин Борле      | 4 х 400 м    | 3:02,51 НР   | 3:07,43 КВ, НРС  | 1. у гр. 1    |                       |                | 3:06,52 НРС          |              |        |
| Дилан Борле*     | 4 х 400 м    | 3:02,51 НР   | 3:07,43 КВ, НРС  | 1. у гр. 1    |                       |                | 3:06,52 НРС          |              |        |
| Томас Кармои     | Скок увис    | 2,28         |                  |               |                       |                | 2,28 ЛР              | 7 / 12       |        |
| Бен Брудерс      | Скок мотком  | 5,81 о       | 5,75             | 5 / 13        |                       |                |                      |              |        |

- Такмичар у штафети који је обележен звездицом трчао је у квалификацијама.

### Жене
| Атлетичарка        | Дисциплина   | Лични рекорд | Квалификације  | Квалификације | Полуфинале            | Полуфинале            | Финале                | Финале       | Детаљи |
| Атлетичарка        | Дисциплина   | Лични рекорд | Резултат       | Место         | Резултат              | Место                 | Резултат              | Место        | Детаљи |
| ------------------ | ------------ | ------------ | -------------- | ------------- | --------------------- | --------------------- | --------------------- | ------------ | ------ |
| Рани Росиус        | 60 м         | 7,27         | 7,33(.322)     | 4. у гр. 5    | Нису се квалификовале | Нису се квалификовале | Нису се квалификовале | 28 / 46 (47) |        |
| Камил Лаус         | 400 м        | 51,49        | 52,51 ЛРС      | 3. у гр. 4    | Нису се квалификовале | Нису се квалификовале | Нису се квалификовале | 11 / 28      |        |
| Ан Загре           | 60 м препоне | 7,98         | 8,04 КВ, ЛРС   | 2. у гр. 5    | 8,08                  | 5. у гр. 1            | Није се квалификовала | 14 / 36 (37) |        |
| Хане Клас          | 4 х 400 м    | 3:32,46 НР   | 3:30,58 кв, НР | 3. у гр. 1    |                       |                       | 3:33,61               | 6 / 10       |        |
| Наоми Ван Ден Брук | 4 х 400 м    | 3:32,46 НР   | 3:30,58 кв, НР | 3. у гр. 1    |                       |                       | 3:33,61               | 6 / 10       |        |
| Имке Вервает       | 4 х 400 м    | 3:32,46 НР   | 3:30,58 кв, НР | 3. у гр. 1    |                       |                       | 3:33,61               | 6 / 10       |        |
| Камил Лаус         | 4 х 400 м    | 3:32,46 НР   | 3:30,58 кв, НР | 3. у гр. 1    |                       |                       | 3:33,61               | 6 / 10       |        |

#### Петобој
| Дисциплина   | Нор Видтс | Нор Видтс     | Нор Видтс | Нор Видтс | Нор Видтс         | Нор Видтс |
| Дисциплина   | Лич. рек. | Резултат      | Бод.      | Плас.     | Укупно            | Плас.     |
| ------------ | --------- | ------------- | --------- | --------- | ----------------- | --------- |
| 60 м препоне | 8,24      | 8,15(.144) ЛР | 1.095     | 1.        | 1.095             | 1.        |
| Скок увис    | 1,84      | 1,83 ЛРС      | 1.016     | 2.        | 2.111             | 2.        |
| Бацање кугле | 14,33     | 14,03         | 796       | 1.        | 2.907             | 1.        |
| Скок удаљ    | 6,51      | 6,60 ЛР       | 1.040     | 2.        | 3.947             | 1.        |
| 800 м        | 2:11,53   | 2:08,81 ЛР    | 982       | 1.        | 4.929             | 1.        |
| Петобој      | 4.791     |               |           |           | 4.929 СРС, НР, ЛР |           |